# 博爾希夫卡 (克列梅涅茨區)
49°56′52″N 25°33′31″E / 49.94778°N 25.55861°E

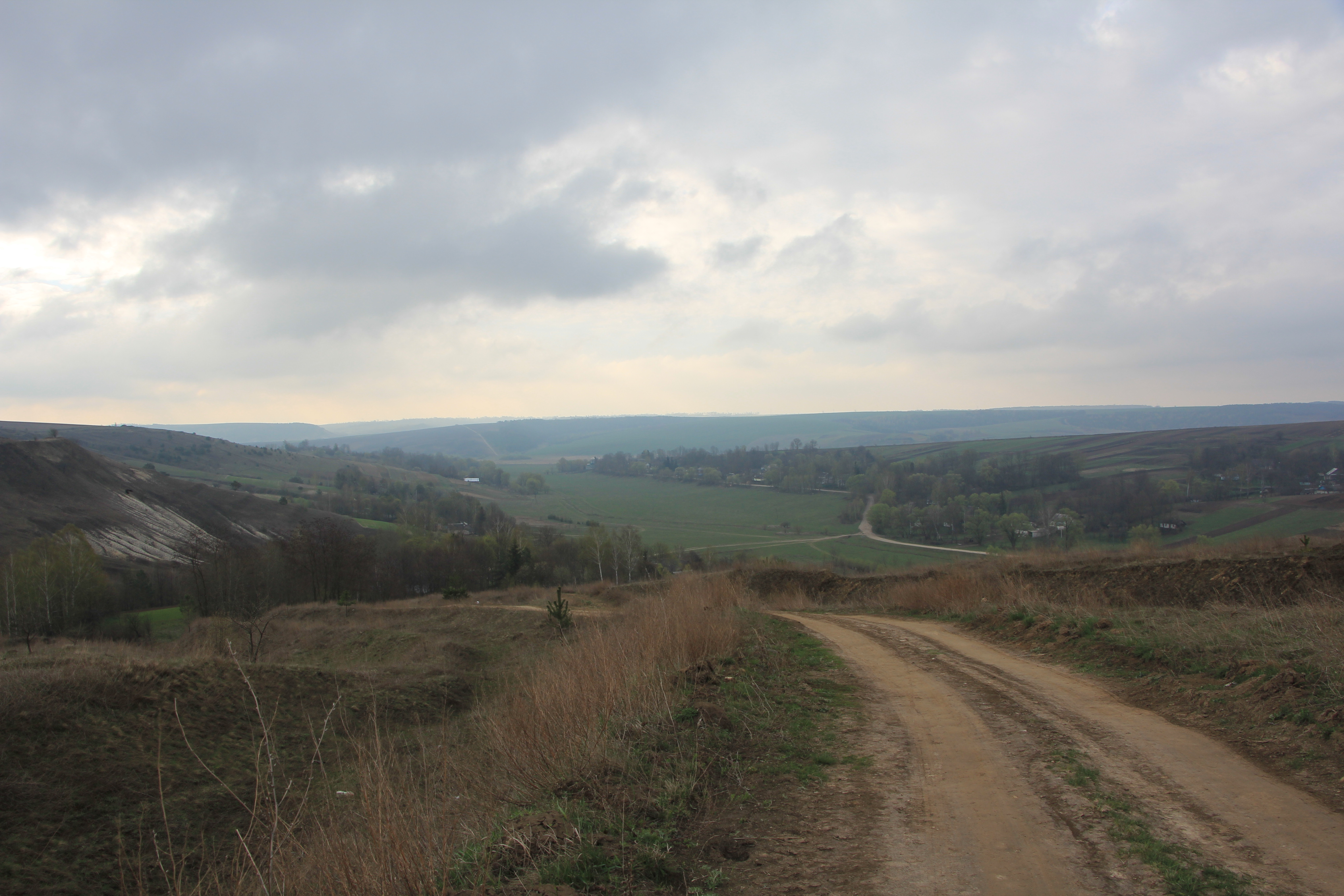

博爾希夫卡（烏克蘭語：Борщівка），是烏克蘭的村落，位於該國西部捷爾諾波爾州，由克列梅涅茨區負責管轄，始建於1545年，面積0.62平方公里，2001年人口222，人口密度每平方公里358.1人。